# L'Homme qui apparut
L'Homme qui apparut est une nouvelle uchronique et épistolaire publiée en 1948 par H. Beam Piper. Le récit n'est pas dénué d'un certain humour.

## Publications, traductions et forme du récit
La nouvelle est parue sous le titre He Walked Around the Horses (mot-à-mot : « Il contourna les chevaux »), dans Astounding Science Fiction no 209, en avril 1948. 
Elle a notamment été publiée en France dans l'anthologie Histoires de la quatrième dimension, p. 303 à 333, avec une traduction d'Alain Rague.
Il n'y a pas de narrateur unique dans cette nouvelle. Le récit est composé de courriers, de rapports ou de témoignages, écrits par les principaux protagonistes de l'histoire et livrés à l'attention du lecteur, qui passe à chaque page d'un point de vue à un autre.

## Résumé
25 novembre 1809 : Benjamin Bathurst, diplomate britannique, quitte Vienne, en Autriche, pour se rendre en Grande-Bretagne via Hambourg. On est en pleines guerres napoléoniennes, et la situation internationale est particulièrement tendue et délicate, juste après la Bataille de Wagram et le terrible Traité de Schönbrunn.
Or dans l'auberge L'Épée et le Sceptre de Perleburg, soudain a lieu un événement extraordinaire. Le diplomate est inexplicablement propulsé dans un univers parallèle, dans lequel la Révolution française et les conquêtes de Napoléon n'ont jamais existé.
Il se retrouve donc dans cet univers, vociférant contre ces aubergistes qui lui ont volé son carrosse et fait disparaître laquais et conducteur. Face à cet homme violent et menaçant, peut-être dément, mais invoquant sa qualité de diplomate, les aubergistes appellent la police locale. Bathurst est alors placé en garde à vue et sa mallette est confisquée provisoirement.
L'Oberwachtmeister local (adjudant de gendarmerie), évidemment, prend Bathurst pour un homme fou. Un problème surgit : les documents contenus dans la mallette (en l'espèce des lettres de créance diplomatiques, des courriers, des rapports, un sauf-conduit, etc.) paraissent vrais. Bathurst est-il un faussaire ? Mais alors ses faux sont rudement bien imités. Le gendarme en réfère donc immédiatement à son supérieur, le capitaine de gendarmerie Hartenstein, qui lui-même en réfère au colonel Keitel. Celui-ci, prudent et étonné, en réfère au baron Eugen von Kreutz, ministre de la police, qui en réfère au comte von Berchtenwald, Chancelier du roi Frédéric-Guillaume III de Prusse.
Une enquête a lieu. Que dit ce prétendu diplomate ? Que les colonies britanniques d'Amérique du Nord ont fait la guerre à la Grande-Bretagne et sont, après promulgation d'une Constitution, parvenues à l'indépendance ? Qu'une révolution fantastique a bouleversé la France ? Que cette révolution a entraîné l'arrivée au pouvoir d'un général qui a pris le titre d'Empereur des Français ? Que cet homme fait la guerre à la Grande-Bretagne, à l'Espagne, à la Russie, à la Prusse, à l'Autriche, au Pape ? Mais c'est folie : tout le monde sait bien, et c'est l'histoire réelle, que la rébellion américaine a été écrasée à la suite de la défaite de John Burgoyne lors de la Bataille de Saratoga, que les rebelles ont tous été tués ou exilés, à commencer par George Washington, Thomas Jefferson et James Madison, que lorsque Louis XVI a massacré les fauteurs de troubles en 1789 puis en 1790, tout est vite rentré dans l'ordre en France, que le dénommé Napoléon n'a jamais existé, et que la paix règne en Europe !
L'enquête se poursuit : les documents trouvés dans la mallette semblent tout à fait véridiques, à l'exception du fait que certains ont été signés par des gens qui ne sont pas ministres, ou ministres d'autres départements ministériels que ceux indiqués dans ces documents (exemples : le comte de Stein, Castlereagh, etc.).
L'enquête est approfondie : que pensent les Britanniques de cette histoire étrange ? Ce Bathurst est-il un diplomate fou ou un imposteur ?
Mais quelques jours après le courrier envoyé aux britanniques, alors que l'on a montré à Bathurst des journaux récents, celui-ci tente de s'échapper de la prison dans laquelle il était gardé. Une sentinelle tire dans sa direction, le tuant sur le coup.
Immédiatement, les Britanniques sont avertis par courrier de la nouvelle situation, avec les excuses de la diplomatie autrichienne.
La réponse britannique, sous la plume de Sir Arthur Wellesley, ministre des affaires étrangères, est reçue à Vienne fin décembre 1809. Cette réponse est très claire et a pour but de rassurer les Autrichiens.
Tout d'abord, le ministre informe que le décès du prétendu Bathurst ne constitue en rien un souci : il savait les risques encourus en tentant de s'échapper ; tant pis pour lui. 
Au demeurant il existe bien un Bathurst dans l'Empire britannique : mais c'est un gouverneur dans les colonies du Nouveau monde, et il n'est pas diplomate. Il se trouve à cette heure à 1 500 lieues de l'Autriche. Le « Bathurst » autrichien ne peut donc être qu'un imposteur.
Le dénommé Napoléon Bonaparte, aussi incroyable que cela puisse paraître, existe réellement. C'est un colonel de l'armée française, excellent théoricien en matière d'artillerie, mais qui n'a jamais prétendu au trône de France ! Sa loyauté à l'égard du roi est totale.
Enfin, les documents trouvés dans la mallette sont apparemment des faux, mais réalisés par un faussaire génial. Aucune explication satisfaisante ne peut être donnée à leur sujet.
Le ministre britannique suggère aux Autrichiens de tourner la page et d'oublier cette étrange affaire. Il se pose enfin une question : qui peut être ce « Duc de Wellington », Premier ministre britannique (selon les divagations de Bathurst) dont personne n'a jamais entendu parler ?